# 小泉清子
小泉 清子（こいずみ きよこ、1918年5月7日 - 2019年2月17日）は、日本の実業家で、きもの研究家。呉服販売会社「鈴乃屋」取締役名誉会長。全国商工会議所女性会連合会会長。

## 人物
東京市下谷区（現在の東京都台東区）で、1909年（明治42年）に開店した洋品店「鈴木シャツ被服店」を営んでいた鈴木房吉夫妻の家に生まれた。その影響もあり、小泉は幼い頃から和服に対する関心を持っていたという。弟は、後に鈴木シャツ被服店を継いで婦人服専門店の大手「鈴屋」に拡大した実業家の鈴木義雄である。
東京府立第一高等女学校を卒業後、日立に3日間だけ勤務した後、内務省に入省する。その後結婚し、子供を2人もうけるが、夫は太平洋戦争中にフィリピンで戦死した。
敗戦後の1947年（昭和22年）、子供を養うため、生地に近い上野で呉服店「鈴乃屋」を開業する。旧姓と母の名の字から「鈴乃屋」と名付けた。苦難の末に、会社を全国規模の呉服販売チェーンストアに成長させた。
1963年（昭和38年）、軽井沢で催した鈴乃屋の展示会に皇后美智子の女官が訪れたことがきっかけで美智子との交流が始まり、美智子の着物のデザインを担当した。また、2005年に行われた紀宮（黒田清子）の結婚披露宴の衣装も担当している。
1984年（昭和59年）からは毎年、NHKの大河ドラマ計33作で衣装考証を担当していた。TBSのドラマ『渡る世間は鬼ばかり』でも衣装協力し、橋田壽賀子とも親交が深かった。2007年（平成19年）には衣装考証での長年の貢献により、第15回橋田賞特別賞を受賞した。同年、日本きもの連盟会長に就任する。
2019年2月17日午後3時9分、老衰のため東京都内の病院で死去。100歳没。

## 衣装考証を担当したテレビドラマ
- 山河燃ゆ（1984年）
- 春の波涛（1985年）
- いのち（1986年）
- 独眼竜政宗（1987年）
- 武田信玄（1988年）
- 春日局（1989年）
- 翔ぶが如く（1990年）
- 太平記（1991年）
- 信長 KING OF ZIPANGU（1992年）
- 琉球の風（1993年）
- 炎立つ（1993年 - 1994年）
- 花の乱（1994年）

- 八代将軍吉宗（1995年）
- 秀吉（1996年）
- 毛利元就（1997年）
- 徳川慶喜（1998年）
- 元禄繚乱（1999年）
- 葵 徳川三代（2000年）
- 北条時宗（2001年）
- 利家とまつ〜加賀百万石物語〜（2002年）
- 武蔵 MUSASHI（2003年）
- 新選組!（2004年）
- 義経（2005年）
- 功名が辻（2006年）

- 風林火山（2007年）
- 篤姫（2008年）
- 天地人（2009年）
- 龍馬伝（2010年）
- 江〜姫たちの戦国〜（2011年）
- 平清盛（2012年）
- 八重の桜（2013年）
- 軍師官兵衛（2014年）
- 花燃ゆ（2015年）

## 著書
- 『素敵なステキな着物の本』弘済出版社（こだまブック） 1977年
- 『一衣千趣 素敵なきものステキな着つけ』講談社 1985年
- 『鈴乃屋作品集 清鈴苑抄』フジアート出版 1989年
- 『きものの国のレディーたちへ 新・きもの入門』オリジン社 1989年
- 『きれいに着こなす帯結び入門』（監修） 小学館フォトカルチャー 1998年
- 『夢我夢中 きもの一筋チャレンジ人生』日本放送出版協会 2003年
- 『きものと一緒六十年 小泉清子自作自演集 昭和平成』セイコきもの文化財団事務局 2007年

## 受賞
- 1985年 黄綬褒章、科学技術庁長官賞
- 1991年 外務大臣表彰
- 1993年 文化庁長官表彰
- 1997年 勲三等瑞宝章
- 2007年 第15回橋田賞特別賞